# 宗才怡
宗才怡（1948年—），籍貫安徽，生於南京，台灣女性企業家。宗才怡為台北市立第一女子高级中学、國立臺灣大學商學院畢業，後於美國密蘇里大學取得企業管理碩士學位。

## 早期經歷
旅美期間
1. 先於民間任職行銷經理與財務管理顧問。
2. 後於加州聖地牙哥郡鮑威市公所擔任會計主任。(該市於2010年的總人口為47,811人)[1]。

返國後
1. 以財經專長於中華航空任職總經理
2. 後出任經濟部部長，因受到立法委員們強力質詢，任職48天後，自喻為「誤闖政治森林的兔子」後請辭。
3. 爾後赴圓山大飯店任職董事長[2]；於2008年7月25日[3]，任滿卸職。

## 自我比喻
自喻為「誤闖政治森林的兔子」。